# Plemmiriói védett tengerparti terület
Plemmiriói védett tengerparti terület, egy védett tengerparti terület, amely Szicíliában található, Siracusa megye keleti, partvidéki területén.

## Földrajz
A Maddalena-félsziget keleti partján fekszik a terület, 14 km hosszan, 2.429 hektárnyi területen. A területén különösen gazdag a flóra és a fauna. A területen egykor ókori görögök, karthágóiak és rómaiak éltek, akiknek amforái a tenger mélyén lettek megtalálva.
2017-ben egy második világháborús brit Vickers Wellington bombázó maradványait találták a tengerben. A bombázó 1943. július 9-én a Husky hadművelet során csapódott a tengerbe.

## Fauna
A vízi élőlények közül a tonhalak, fogasok, fattyúmakrélák, delfinek, cápák, nagy ámbráscetek és tengerisünök jellemzőek.
A dagálykor elárasztott partisávon hínárok illetve korallzátony van.

## Galéria

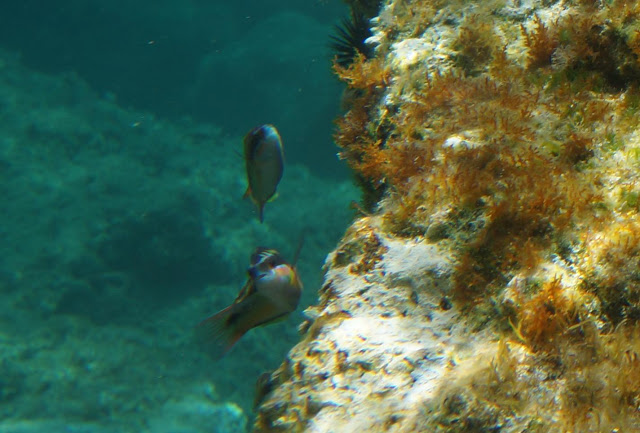
Plemmirio halai
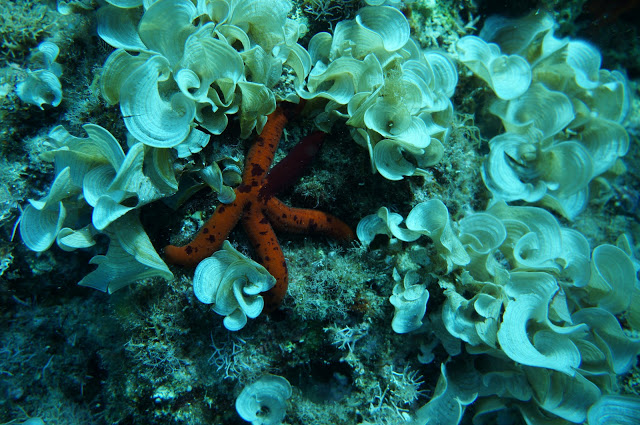
Tengeri csillag a tengerfenéken
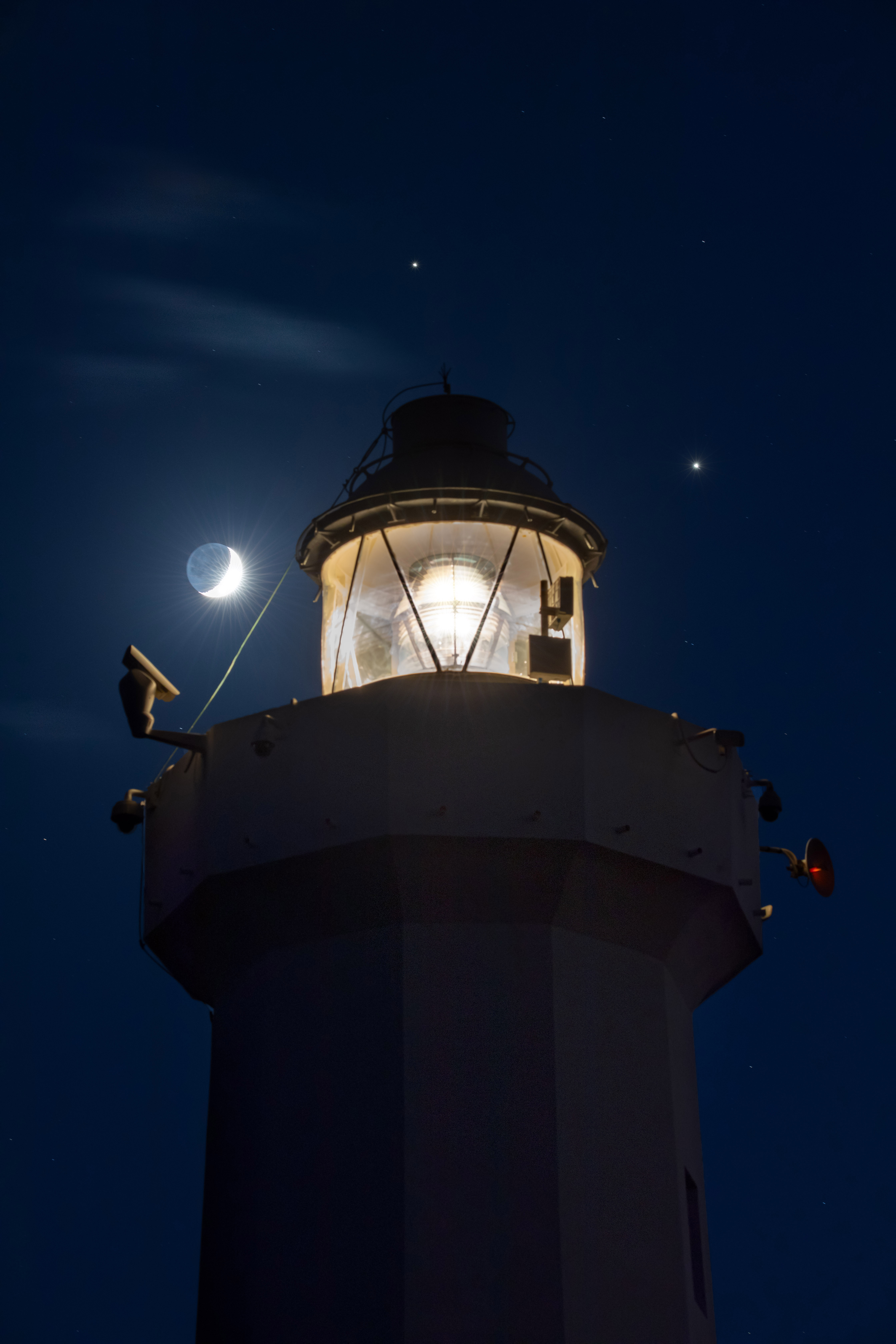
Capo Murro di Porco világítótornya, Kevin Saragozza fényképe, amit a Nasa 2020. december 8-án választott ki.
Fosszilis rétegződés a sziklán
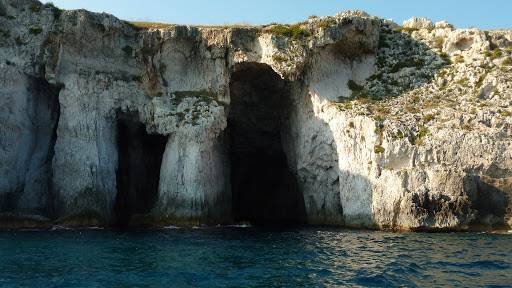
Partszakasz